# Полчин-Здруй
Полчин-Здруй (пол. Połczyn-Zdrój) — місто в Свідвинському повіті, Західньопоморського воєводства. Місто-курорт, що спеціалізується на лікуванню ревматичних, неврологічних хвороб та безпліддя. Розташоване над річкою Вогрою у Дравському поозеррі.
На 31 березня 2014 року, у місті було 8 422 жителів.

## Історія
Уже у VI столітті в околицях існувала слов'янська осада Палупе. Назву Полчин походить від імені Святополк. У 1926 році до німецької назви Ползін додана частина Бад, що підкреслювала статус курорту. У 1945 до назви додано польську частку Здруй, що також означає курорт. На території міста розташовано вісім санаторіїв.
У X столітті тут існувала осада воїнів-захисників Білогардської землі. Богуслав IV близько 1290 року збудував тут замок, що став замком на кордоні Поморря і Бранденбургії. Пізніше замок перейшов родині фон Ведлів, яка його розбудувала та перебудувала. Лише у 1337 році Болзін згадується у листі власників замку до бранденбурзького мак-графа Людовіка Віттельсбаха і саме цей рік встановлено вважати датою заснування міста. У 1389 році Полчин переданий родині Мантеффлів.
1433 року місто було спалено хрестоносцями. 33 роки пізніше повністю пограбоване військами, які брали участь у тринадцятирічній війні між Польщею та орденом Хрестоносців. У 1500 та 1601 році місто сильно постраждало від пожежі.
1688 року місцевий ткач натрапив на джерело мінеральної води, котре стало фундаментом для створення курорту. 1705 року Яків фон Кроков збудував тут перший санаторій. 1712 року тут півтора місяця провів принц Фердинанд Кеттлер із Курляндії. У 1836—1839 роках насаджується парк. Сильний розквіт припадає на 1897 рік, коли Полчин отримав залізничне сполучення із Свідвінем, а в 1903 році Злотеньцем і Гжміонцом.
Перед вибухом Другої світової війни, Полчин був штаб-квартирою Групи Армії Північ — однієї з груп армії Вермахту, яка першою напала на Польщу у 1939 році. Полчин також був першою зупинкою спеціальної потягу Адольфа Гітлера — Америка, яким він об'їздив захоплені території. Одразу після візиту тут на базі санаторію Борково, було збудовано один із найбільших центрів програми Лебенсборн, котра займалася германізацією польських дітей.
1996 року місто постраждало від повені.

## Пам'ятки
Головними туристичними об'єктами міста є: костел Непорочного Зачаття, палац — частина давнього замку, парк з амфітеатром, водяний млин, велосипедна траса до Злочєньца протяжністю 30 кілометрів, збудована на колишньому залізничному насипі.

## Демографія
Демографічна структура станом на 31 березня 2011 року:
|          | Загалом | Допрацездатний вік | Працездатний вік | Постпрацездатний вік |
| -------- | ------- | ------------------ | ---------------- | -------------------- |
| Чоловіки | 4085    | 738                | 2912             | 435                  |
| Жінки    | 4531    | 652                | 2661             | 1218                 |
| Разом    | 8616    | 1390               | 5573             | 1653                 |

## Міста-побратими
Українським містом партнером Полчина є Коростень.